# Обрядовий зал
Обрядовий зал (чеськ. Obřadní síň) («Хевра кадиша») — національна культурна пам'ятка Чехії та один з об'єктів Єврейського музею у Празі.
Обрядовий зал біля старого єврейського цвинтаря був збудований на місці старішої будівлі празького похороннього братства («Хевра кадиша») у 1906-1908 роках у неороманському стилі. На першому поверсі було приміщення для ритуального очищення померших, на другому поверсі товариське приміщення спілки Похоронного братства. Будинок використовувався для своєї мети до кінця першої світової війни. У 1926 році став частиною єврейського музею.

## Постійна виставка «Єврейські традиції та звичаї ІІ»
Становить продовження виставки в Клаусовій синагозі. Установлена на першому та другому поверсі Обрядового залу.
Виставка присвячена історії та діяльності визначної релігійної та соціяльної інституції гетто- празькому похоронному братству, яке було засноване у 1564 році рабином Елієзером Ашкеназі. Побачити можна рідкісний пятнадцятисерійний картинний цикл з 70-их років 18 століття, який детально фіксує звичаї та обряди пов'язані із смертю та похоронами а також срібні ритуальні предмети. Рідкісною пам'яткою є фрагменти найстаріших празьких надгробних каменів з 14 століття. Виставлені є також поминальні молитви за померших та карта збережених єврейських цвинтарів у чеських землях. Виставка на другому поверсі присвячена самій організації, внутрішньому життю та зовнішньому представництву празького похоронного братства.

### Цикл життя ІІ – хвороба та смерть
Головною темою останнього розділу виставки Цикл життя є хвороба та смерть. За окремими частковими темами супроводжують картини з унікального циклу празького похоронного братства з вісімдесятих років 18 століття. У головному залі змальовується та зображено допомогу братства хворим та вмираючим, ритуальне умивання померших та похоронний обряд. З поміж експонатів потрібно відмітити глечик микуловського братства, кілька рукописів з мініатюрами та колекцію срібних скарбничок.

### Єврейські цвинтарі
У наступному приміщенні інтерес зосереджений на проблематику єврейських цвинтарів та надгробників. Тут виставлені напр. фрагменти надгробних каменів з 14 століття та дерев'яний надмогильник з 1836 року. Наступний простір виділений поминальним молитвам за померших і гравюрам та картинам із сюжетом старого празького єврейського цвинтаря.

### Похоронні братства
Приміщення на поверсі над сходами присвячене організації, внутрішньому життю та зовнішньому представництву похоронних братств. З поміж експонатів потрібно звернути увагу на портрети представників, пергаменовий лист статутів з 1759 року, виборчі скриньки, кухолі використовувані при річних бенкетах братства.

## Інформація для туристів
- Складова частина екскурсії «Єврейський музей у Празі» та «Празьке єврейське місто».
- Безбар'єрний доступ: ні.